# Ernst Fritze (Admiral)
Ernst Fritze (* 20. April 1850 in Hagenow; † 27. Februar 1941 in Naumburg (Saale)) war ein deutscher Seeoffizier und zuletzt Vizeadmiral der Kaiserlichen Marine, der unter anderem von 1900 bis 1901 Inspekteur der I. Marineinspektion sowie zwischen 1903 und 1905 Chef des neu gebildeten I. Geschwaders der Aktiven Schlachtflotte war. 1914 verlieh ihm Kaiser Wilhelm II. den Charakter eines Admirals.

## Leben

### Ausbildung und Verwendungen als Seeoffizier

Korvettenkapitän Fritze war von Juli 1888 bis zur Strandung im März 1889 Kommandant des Kanonenbootes Adler.

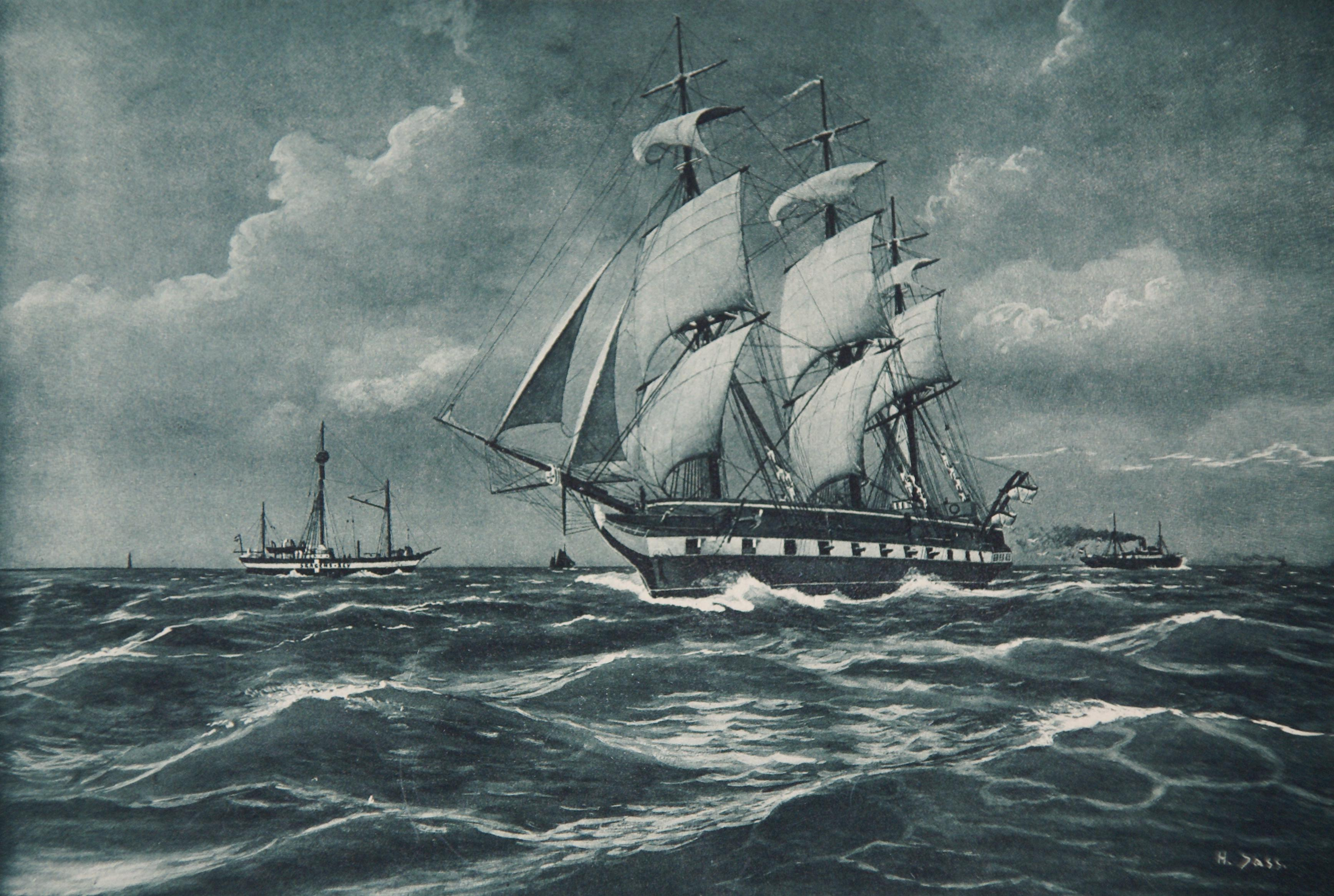
1890 war Kapitän zur See Fritze Kommandant des Schulschiffs Niobe (Gemälde von Heinrich Sass).

Ernst Fritze trat am 15. Juli 1864 als Kadettaspirant in die Preußische Marine ein und besuchte bis 1866 das Seekadetten-Institut Berlin. Nach Anschluss seiner Ausbildung fand er verschiedene Verwendungen und wurde 1870 zum Unterleutnant zur See sowie 1873 zum Leutnant zur See befördert. Während seiner Verwendung an Bord der von Korvettenkapitän Friedrich Graf von Hacke kommandierten Gedeckten Korvette Gazelle wurde er am 15. Juli 1877 zum Kapitänleutnant befördert. Nach weiteren Verwendungen war er zwischen 1884 und 1888 Mitglied der Artillerieprüfungskommission in Berlin und wurde als solches 1885 zum Korvettenkapitän befördert.
Als Nachfolger von Korvettenkapitän Friedrich von Wietersheim wurde er im Juli 1888 Kommandant des Kanonenbootes Adler, das im Pazifik im Rahmen des Ostasiatischen Kreuzergeschwaders eingesetzt wurde. Am 13. März 1889 wurde Apia auf Samoa von einem Zyklon heimgesucht. Im Hafen lagen u. a. die deutschen Schiffe Olga, Eber und Adler vor Anker und unter Dampf. Der Zyklon dauerte mehrere Tage. Bei einigen der Schiffe hielt der Anker nicht und auch die Adler fing an, am 16. März 1889 trotz der Anker und trotz voller Kraft gegenan zu treiben. Die Adler trieb seitwärts auf den Strand, von der Mannschaft konnten sich bis auf 20 Mann alle retten. Allerdings erlitt er selbst schwere Verletzungen.
Nach seiner Rückkehr wurde Fritze am 27. Mai 1890 zum Kapitän zur See befördert und übernahm für kurze Zeit den Posten als letzter Kommandant des Schulschiffs Niobe, die am 25. September 1890 außer Dienst gestellt und am 18. November 1890 aus dem Schiffsregister gestrichen wurde. Danach war er zwischen 1890 und 1892 zur Marineschule Kiel sowie zum Reichsmarineamt abkommandiert. Dort war er im Allgemeinen Marinedepartement tätig, dessen Direktoren Konteradmiral Hans Koester (1890 bis 1891) beziehungsweise Konteradmiral Georg Freiherr von Hollen waren. Im Anschluss wurde er 1892 Kommandant der Panzerkorvette Baden und daraufhin als Nachfolger von Kapitän zur See Richard von Geißler zwischen 1894 und seiner Ablösung durch Kapitän zur See Ernst von Frantzius 1897 Chef des Stabes der Marinestation der Ostsee in Kiel. Er war daraufhin von 1897 bis 1899 Chef des Stabes des I. Geschwaders.

### Aufstieg zum Vizeadmiral
Ernst Fritze wurde am 22. März 1899 zum Konteradmiral befördert und übernahm daraufhin den Posten als 2. Admiral des Ostasiatischen Kreuzergeschwaders, dessen Chef vom 14. April 1899 bis zum 17. Februar 1900 Konteradmiral Prinz Heinrich von Preußen war. Nach der Abberufung von Prinz Heinrich von Preußen war er bis zum Amtsantritt von Vizeadmiral Felix Bendemann vom 4. Januar bis zum 16. Februar 1900 in Vertretung mit der Führung des Geschwaders beauftragt. Danach fungierte er von 1900 bis 1901 als Inspekteur der I. Marineinspektion, die für die Marinestation der Ostsee in Kiel zuständig war.
Nachdem er als Nachfolger von Konteradmiral Conrad von Bodenhausen vom 15. Dezember 1901 bis zu seiner Ablösung durch Konteradmiral Hugo Zeye am 21. September 1903 Chef der Inspektion des Torpedowesens im Reichsmarineamt war, wurde Fritze 1903 Chef des neu gebildeten I. Geschwaders der Aktiven Schlachtflotte, deren Flottenchef Admiral Hans von Koester war. In dieser Verwendung wurde er am 27. Januar 1904 zum Vizeadmiral befördert. Er verblieb auf dem Posten des Geschwaderchefs bis zum 14. März 1905 und wurde daraufhin zur Disposition gestellt. Am 26. Juli 1914 verlieh ihm Kaiser Wilhelm II. den Charakter eines Admirals.

## Hintergrundliteratur
- Wer ist’s?, Band 4, 1909, S. 405 (Onlineversion)
- Grete Grewolls: Wer war wer in Mecklenburg und Vorpommern. Das Personenlexikon, 2011, ISBN 978-3-356-01301-6 (Onlineversion (Auszug))
- Christian Jentzsch: Vom Kadetten bis zum Admiral. Das britische und das deutsche Seeoffizierkorps 1871 bis 1914, 2018, ISBN 978-3-11-060631-7, Nr. 1441 (Onlineversion (Auszug))